# Château de Favières

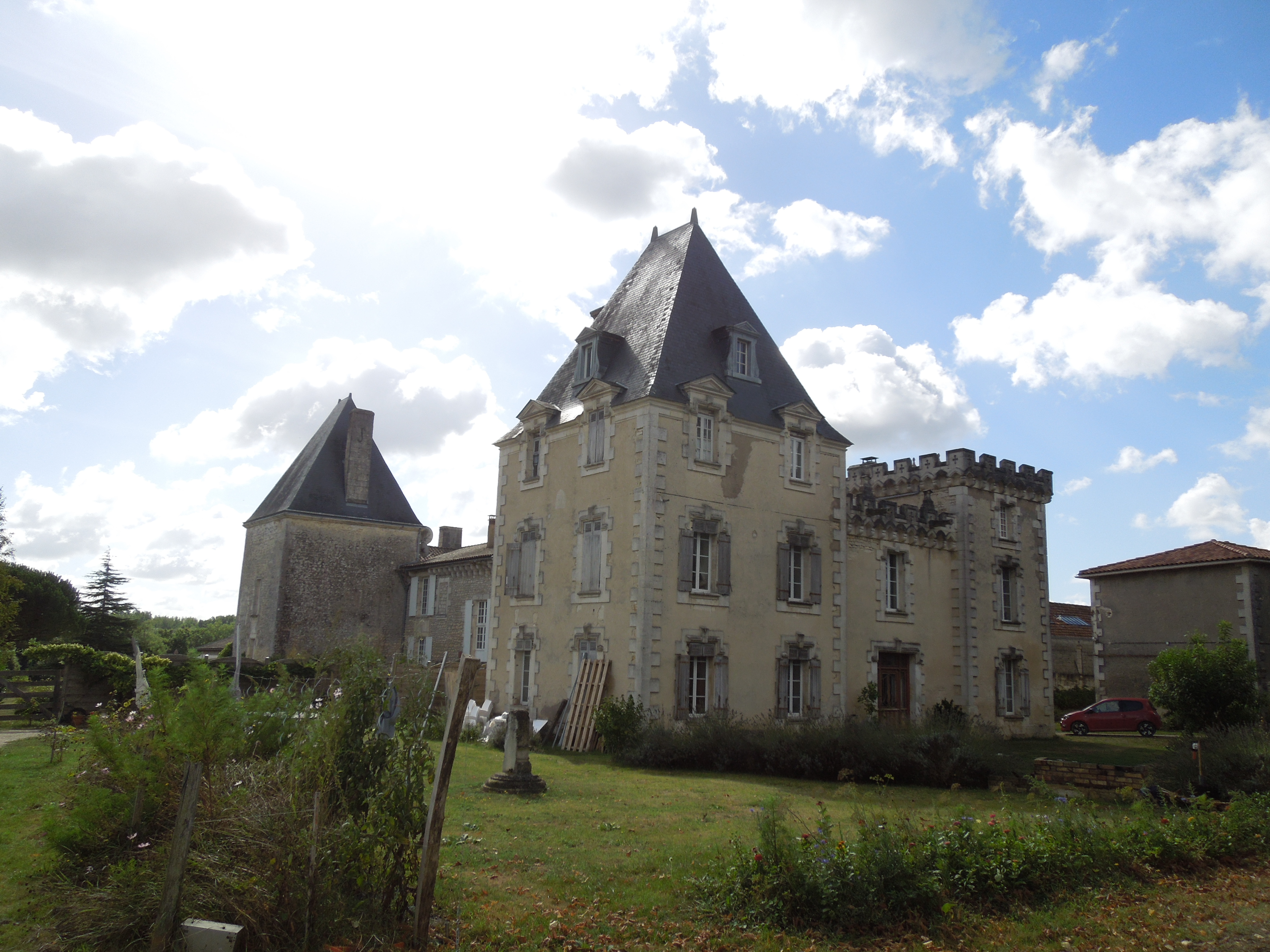
Das Château de Favières, von Nordosten

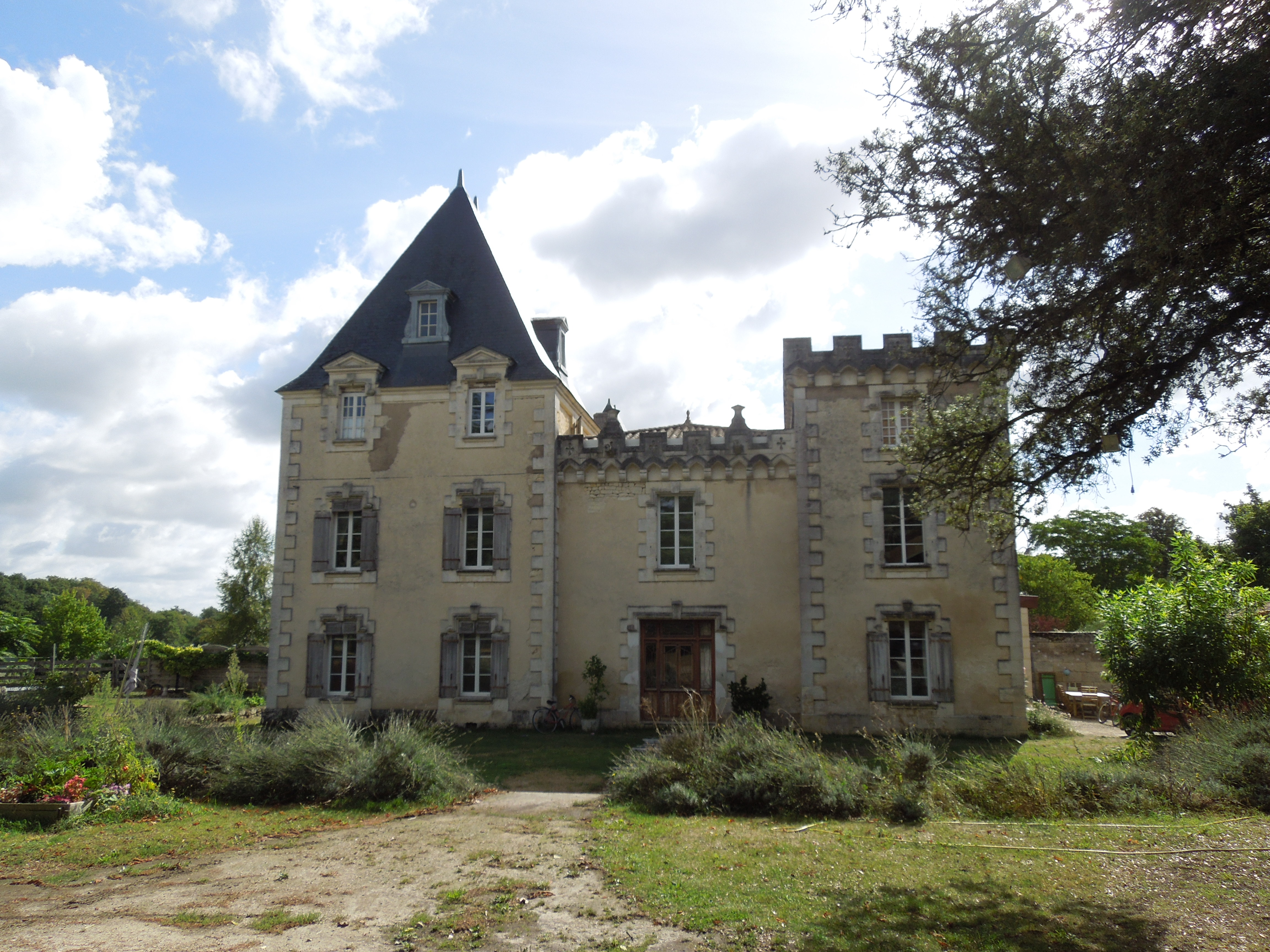
Das Château de Favières, von Norden

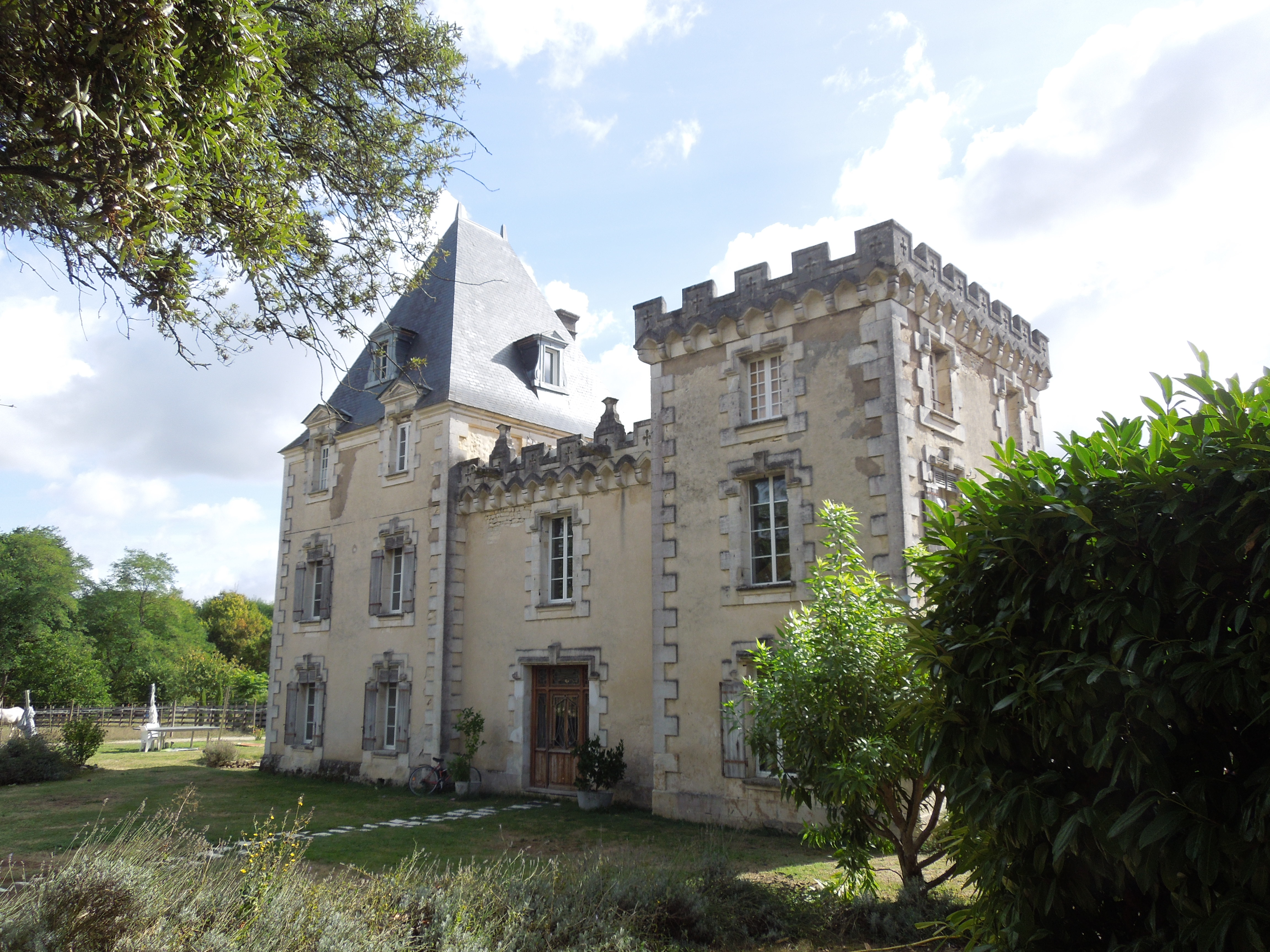
Das Château de Favières, von Nordwesten

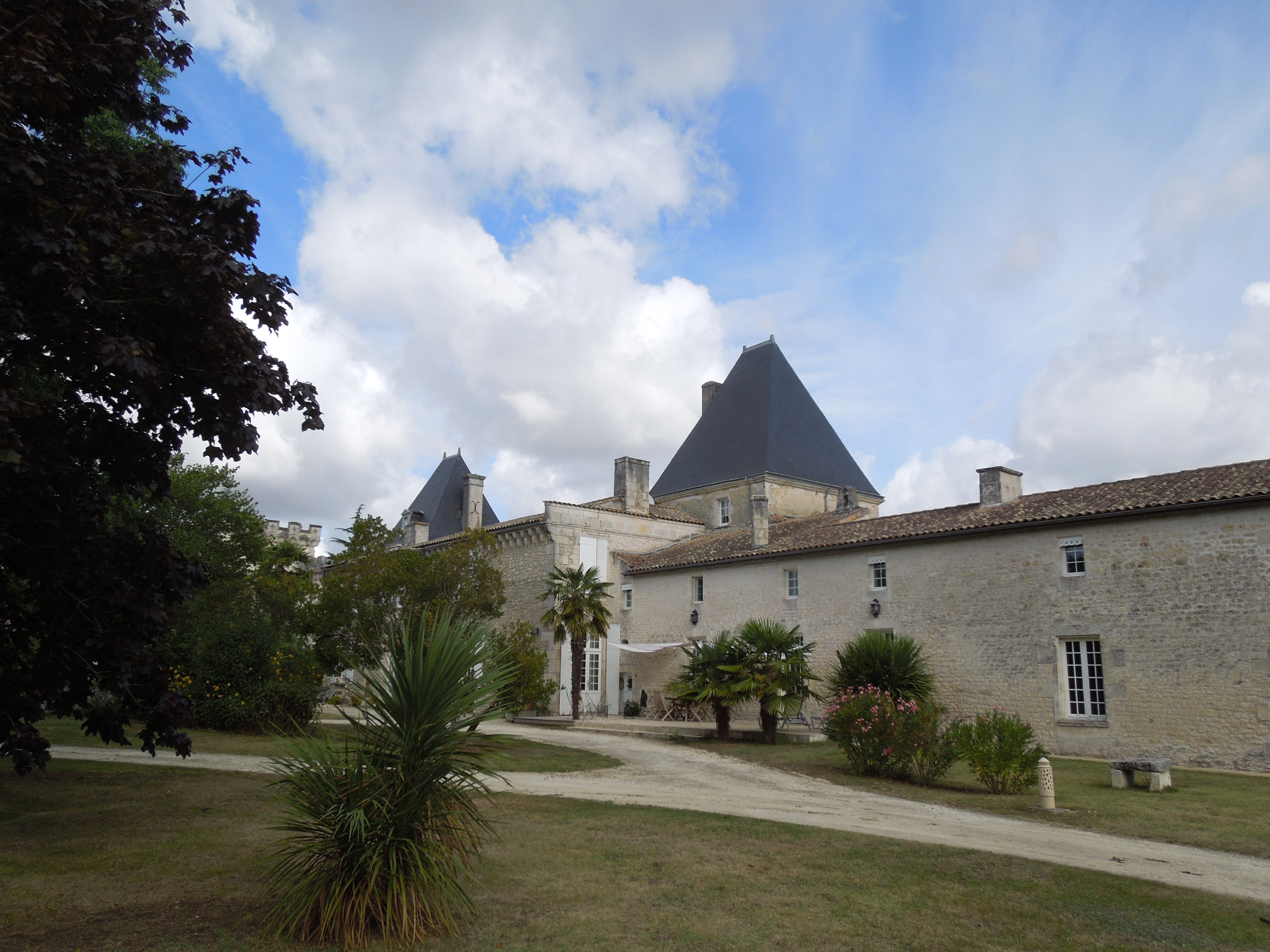
Das Château de Favières, von der Hofseite im Südwesten

Das Anfang des 17. Jahrhunderts erbaute Château de Favières steht an der Straße D 134 etwa 600 m südlich der Kernsiedlung der Gemeinde Mosnac im Département Charente-Maritime in der Region Nouvelle-Aquitaine Frankreich.

## Geschichte
Ein Vorgängerbau und die Ländereien gehörten in der Mitte des 16. Jahrhunderts der Familie La Mothe-Fouquet und kamen gegen Ende des Jahrhunderts in den Besitz von Jean de Candelay, dem Gouverneur von Royan. 1598 erwarb Louis de Foix (~1536–1602), erster Baumeister des Leuchtturms von Cordouan, das Anwesen; gleichzeitig wurde er mit dem Titel „Seigneur de Favières“ in den Adelsstand erhoben. Sein Sohn Pierre de Foix, der des Vaters beim Leuchtturmbau aufgelaufene Schulden erbte, verkaufte den Besitz spätestens 1616 an Jean de Saint-Mauris, Seigneur des etwa 5 km nordwestlich gelegenen Saint-Seurin-de-Clerbise, und dieser ließ das Schloss erheblich, im Wesentlichen zu seinem heutigen Erscheinungsbild, ausbauen. Es blieb danach mehr als 100 Jahre in der Familie de Saint-Mauris. 1715 gehörte es Luc Bellanger, Seigneur von Bourneuf, der Judith-Anne de Saint-Mauris, Tochter eines weiteren Jean de Saint-Mauris, geheiratet hatte. Kurz darauf strengte eine Schwester dieses Jean de Saint-Mauris, Françoise de Saint-Mauris, Ehefrau von Jean Tiaule, Seigneur von Verdeuil, einen Prozess an, in dem sie behauptete, dass Judith-Anne und ihre Schwester, Nonne in Saint-Jean-d’Angély, nicht die Töchter von Jean de Saint-Mauris und dessen Ehefrau Jeanne Arnold seien, sondern der ersten Ehe der besagten Jeanne Arnold entstammten. Wem das Anwesen in der Folgezeit gehörte, ist nicht im Einzelnen überliefert.
Während der deutschen Besatzungszeit in Frankreich waren deutsche Truppen im Schloss und den Gutsgebäuden einquartiert.

## Heutige Nutzung
Heute ist das Schloss in mehrere Wohnungen unterteilt; es ist der Öffentlichkeit daher nicht zugänglich. Im westlichen, entlang der Straße verlaufenden Nebengebäude, dem sogenannten „Centre Artistique du Château de Favières“, und im Schlosspark finden jährlich von April bis September wechselnde Ausstellungen zeitgenössischer Malerei und Skulptur statt. Der nördlich anschließende Gutsbezirk wird heute von der „Domaine Équestre de Favières“ genutzt.

## Die Anlage
Das Schloss, an der Ostseite des Anwesens, ist zweistöckig und wird an beiden Enden des Corps de Logis von je einem dreistöckigen Pavillon mit schiefergedeckten Zeltdach flankiert, die nach Osten weit vor die Schlossfassade heraustreten. Der nordöstliche Pavillon wurde im späten 19. Jahrhundert in pseudo-mittelalterlichem Stil umgestaltet und ist an beiden Außenseiten zweiachsig, der südöstliche ist nahezu fensterlos.
Im Norden ist rechtwinklig nach Westen ein kurzer, zweistöckiger, einachsiger Seitenflügel angebaut, mit großem Außenportal im Erdgeschoss und sehr flachem Walmdach, das hinter einer Zinnenleiste versteckt ist. An diesen Flügel schließt im Westen ein dreistöckiger turmartiger Pavillon an, mit flachem Dach und Zinnen, im Norden und Süden einachsig, im Westen zweiachsig. Der Eingang von der Hofseite im Westen ist eine einfache Tür mit Rundbogengiebel. An der Ostseite führt eine Freitreppe über eine steinerne Brücke hinunter in den Garten; dies legt nahe, dass der Bau einst, zumindest teilweise, von einem Graben umgeben war.
An den Südwestpavillon des Corps de Logis wurde im 19. Jahrhundert ein langer, niedriger und architektonisch sehr schlichter Nebentrakt in gerader Verlängerung des Hauptgebäudes angebaut; darin befinden sich heute Wohnungen.
Die Südwestseite des Anwesens wird von einem langgestreckten Trakt ehemaliger Stallungen und Wirtschaftsräume eingenommen, von dem im Nordwesten und Südosten jeweils ein kurzer Flügel rechtwinklig zur Hofseite abgeht. Die entlang der Straße D 134 verlaufende Außenmauer dieses Gebäudetrakts wird an beiden Enden von einem Pseudo-Wachturm beschlossen, im Nordwesten ein zylindrischer, im Südosten einer mit quadratischem Grundriss. Bei letzterem befindet sich die Einfahrt in den Park sowie auch der Eingang zu den Kunstausstellungen.